# قلعة ارجناوند (مقاطعة فراهان)
قلعة ارجناوند (بالفارسية: قلعه ارجناوند) هي قرية تقع في مركزي في إيران. يقدر عدد سكانها بـ 326 نسمة بحسب إحصاء 2016.